# Lilla prinsessan (TV-serie)
För andra betydelser, se Lilla prinsessan (olika betydelser).
Lilla prinsessan (engelska: Little Princess) är en brittisk tecknad tv-serie för barn, som visas på SVT Barn. Huvudfiguren är den 4-åriga Lilla prinsessan, som bor med sina föräldrar och hela hovstaten på ett slott. Serien är baserad på bilderböckerna av Tony Ross med samma titel, som kommit ut sedan 1986.[källa behövs]

## Handling
Karaktäristiskt för de flesta avsnitten är konflikten mellan prinsessan och hennes omgivning. Hela hennas omgivning (endast vuxna) brukar ta hänsyn till prinsessans godtyckliga infall, även om alla lider av det - vanligtvis så länge tills hon själv kommer till insikt och bättrar sig. Typiskt nog är många avsnitt betitlade med "Jag vill ...".

## Avsnitt
| Säsong | Avsnitt | Namn på avsnitt                | Engelska titel               |
| ------ | ------- | ------------------------------ | ---------------------------- |
| 1      | 1       | Jag vill ha min tand           | I Want My Tooth              |
| 1      | 2       | Jag vill inte ha hjälp         | I Don't Want Help            |
| 1      | 3       | Jag vill inte gå och lägga mig | I Don't Want to Go to Bed    |
| 1      | 4       | Jag vet inte vad jag vill bli  | I Don't Know What to Be      |
| 1      | 5       | Jag kommer inte ihåg           | I Can't Remember             |
| 1      | 6       | Jag vill ha min napp!          | I Want My Dummy              |
| 1      | 7       | Jag vill kunna vissla          | I Want to Whistle            |
| 1      | 8       | Jag vill inte bada             | I Don't Want a Bath          |
| 1      | 9       | Det var inte jag               | I Didn't Do It               |
| 1      | 10      | Jag vill inte kamma håret      | I Don't Want to Comb My Hair |
| 1      | 11      | Jag gillar inte sallad         | I Don't Like Salad           |
| 1      | 12      | Jag vill lära mig att trolla!  | I Want to do Magic           |
| 1      | 13      | Jag vill inte städa            | I Don't Want to Tidy Up      |
| 1      | 14      | Jag vill ha en trumpet         | I Want a Trumpet             |
| 1      | 15      | Jag vill inte dela med mig     | I Don't Want to Share        |
| 1      | 16      | Jag gillar inte maskar         | I Don't Like Worms           |
| 1      | 17      | Jag vill ha tillbaks rösten    | I Want My Voice Back         |
| 1      | 18      | Vad är det med Fabian?         | What's Wrong with Gilbert?   |
| 1      | 19      | Jag vill ha mitt tält          | I Want a Tent                |
| 1      | 20      | Jag vill vinna                 | I Want to Win                |
| 1      | 21      | Jag vill inte vara förkyld     | I Don't Want a Cold          |
| 1      | 22      | Är jungfrun ledig?             | Maid's Day Off?              |
| 1      | 23      | Får jag behålla den?           | Can I Keep It?               |
| 1      | 24      | Jag vill laga mat              | I Want to Cook               |
| 1      | 25      | Jag gillar inte hösten         | I Don't Like Autumn          |
| 1      | 26      | Jag vill inte ha löss          | I Don't Want Nits            |
| 1      | 27      | Jag vill ha mina nya skor      | I Want My New Shoes          |
| 1      | 28      | Jag vill ha min snigel         | I Want My Snail              |
| 1      | 29      | Med dom är mina                | But They're Mine…            |
| 1      | 30      | Jag vill ha min kälke          | I Want My Sledge             |

Kungafamiljen:
- Lilla prinsessan
- Pappa kungen
- Mamma drottningen

(Ibland även: faster och kusin till Lilla prinsessan)
Hovstaten:
- Jungfrun
- Kocken
- Generalen
- Premiärministern
- Amiralen
- Trädgårdsmästaren

Husdjur:
- Katten Kisse
- Hunden Skruff

Andra:
- Berättarrösten - en vänlig, vuxen röst som ibland pratar direkt med prinsessan